# Tatiana Salem Levy

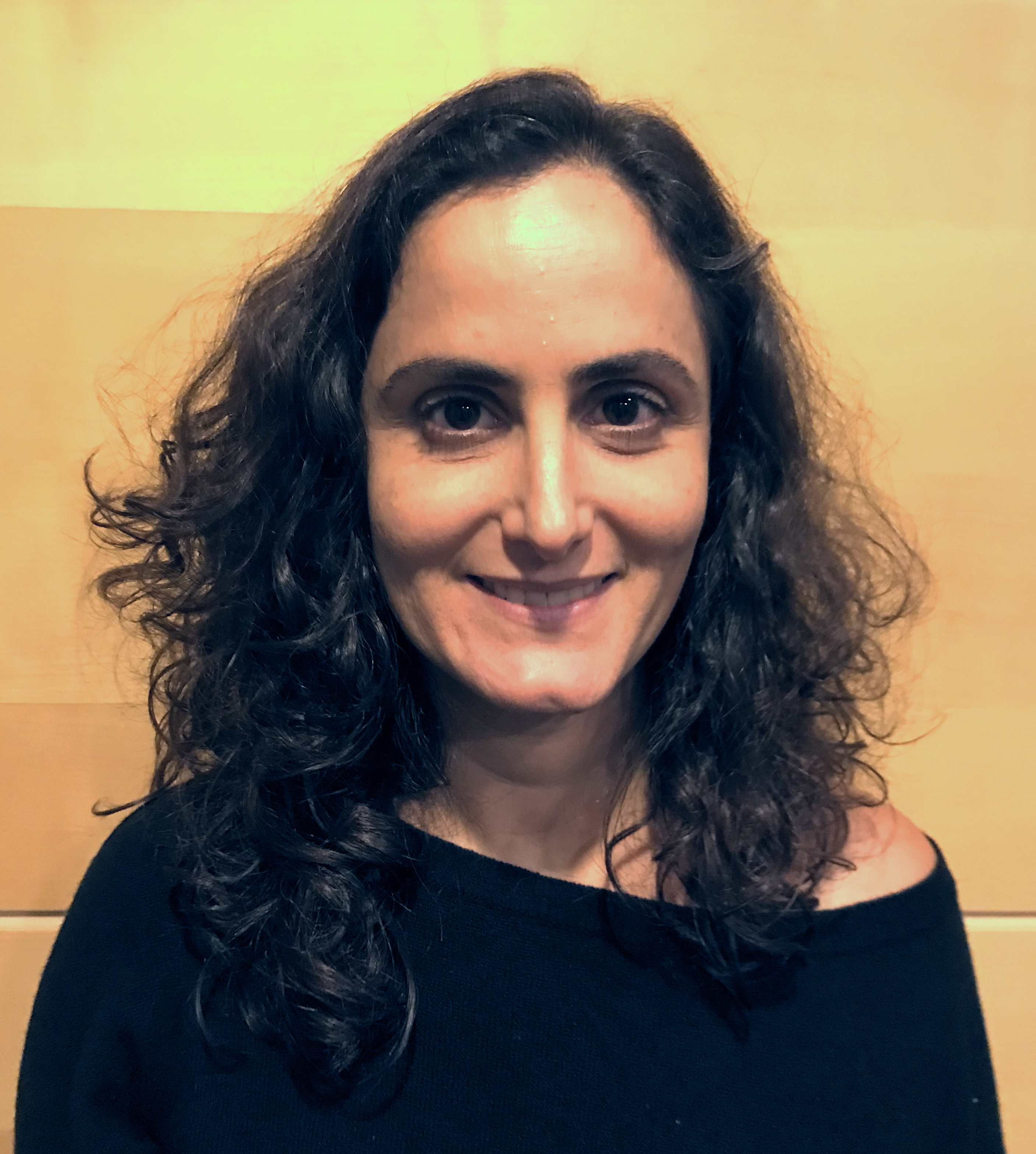

Tatiana Salem Levy (Lisboa, 24 de enero de 1979) es una escritora y traductora brasileña. 
Es hija de judíos turcos que se establecieron en Portugal durante la Dictadura Militar. Estudió letras en la Universidad Federal de Río de Janeiro y la Pontifícia Universidade Católica do Rio de Janeiro y ha vivido en Estados Unidos y Francia.

## Premios
- Premio São Paulo de Literatura, 2008
- Finalista Prêmio Jabuti.[2] Prêmio Jabuti.[3]

## Obra
- Antologías:Paralelos (2004), 25 Mulheres que Estão Fazendo a Nova Literatura Brasileira (2005), Recontando Machado (2008), Dicionário Amoroso da Língua Portuguesa (2009).[4]
- A Experiência de Fora: Blanchot, Foucault e Deleuze, Relume Dumará, (2003).
- A Chave de Casa (2007)
- Primos (2010) Editora Record.[5]
- Em Silêncio (2011)Record para 2011.[6]